# Rio Calcasieu
O rio Calcasieu (em inglês:  Calcasieu River) é um rio costeiro do sul dos Estados Unidos, localizado na costa do Golfo, no sudoeste do estado da Luisiana. Tem cerca de 322 km de comprimento, e drena uma área em grande parte rural, de bosques e das terras dos bayous, serpenteando para sul até desaguar no golfo do México. O nome «Calcasieu» provém da língua nativa atakapa, de katkosh , 'águia', e yok, 'chorar'.
Nasce na Paróquia de Vernon e desagua em Cameron, na Paróquia de Cameron. Banha a cidade de Lake Charles.